# Roton (Belgique)
50° 26′ 01,7″ N, 4° 32′ 20″ E
Roton (Société Anonyme des Charbonnages Réunis de Roton-Farciennes et Oignies-Aiseau) est le dernier charbonnage à avoir fermé ses portes en Région wallonne en 1984.

## Géographie
Ce charbonnage était situé à Farciennes près de Charleroi, en Région wallonne, au Sud de la Belgique.

## Histoire
La concessionde Roton fut accordée le 29 Brumaire an X (20 novembre 1801) à Desgain et Compagnie de Charleroi.
Le 15 juillet 1807, Philippe-Joseph de Néverlée et Jean-François Gendebien rachètent la concession à Desgain et Compagnie. À la demande du comte Philippe de Néverlée et du comte Pierre-Léon de Courcy, la mine de Sainte-Catherine, d’une superficie de 333 hectares, fut réunie à celle du Roton, le 21 décembre 1853 et la superficie totale du Roton devint ainsi de 410 hectares.
En 1886, commença l’exploitation du puits des Aulniats.
Le 26 juin 1890, sur l’initiative du Comte Philippe de Néverlée, fut constituée la Société Anonyme des Charbonnages-Réunis de Roton-Farciennes, Baulet et Oignies-Aiseau dont il fut nommé administrateur délégué. Ces concessions réunies forment une superficie de 631 hectares.
En 1906, la société vendit la concession de Baulet, à la suite d'un litige avec la concession du Petit-Try (Lambusart), elle prit alors le nom de Société Anonyme des Charbonnages-Réunis de Roton-Farcienne et Oignies-Aiseau.
Lors de la Constitution de société civile, Charles Dumont occupait le poste de directeur.
En 1910, la direction du Roton fut confiée à Victor Thiran, ingénieur des mines diplômé de la faculté polytechnique de Mons.Il y réalisa toute sa carrière jusque 1946 .
En 1913, l’extraction a été de 216.000 tonnes avec un personnel de 1 159 ouvriers pour les deux sièges d’extraction : Puits de Sainte-Catherine et celui des Aulniats.
En 1926, elle absorba la concession de Falisole puis celle d'Ham sur Sambre.
Après la Seconde Guerre mondiale, la société décide de fermer les portes des concessions non rentables pour se concentrer sur les deux derniers sièges d'extraction (Sainte-Catherine et Aulniats).
En 1969, la concession des Aulniats ferma.
Dans les années qui suivirent cette fermeture, la dernière concession, Sainte-Catherine, se distingua par une production journalière de 2.500 tonnes pour retomber à 400 tonnes, 638 ouvriers y travaillent encore.
Finalement le 30 septembre 1984, le Roton cessa toute activité.

## Généralités sur legisement
Les concessions de la Société Anonyme des Charbonnages Réunis de Roton-Farciennes occupent le centre du bassin. Cette situation spéciale favorable au point de vue de la variété des charbons extraits lui permet d’étendre son rayon d’action depuis l’anthracite en passant par un maigre flambant.
En 1905, la population de la Société Civile compte 2 200 ouvriers et ouvrières.

## Accidents
Tableau statistique des accidents survenus entre 1881 et 1904.
| Année | Ouvriers occupés | Ouvriers tués | Ouvriers blessés |
| ----- | ---------------- | ------------- | ---------------- |
| 1881  | 452              | 1             | 5                |
| 1882  | 440              | 1             | 5                |
| 1883  | 481              | 0             | 4                |
| 1884  | 474              | 3             | 2                |
| 1885  | 489              | 2             | 4                |
| 1886  | 515              | 0             | 8                |
| 1887  | 605              | 2             | 4                |
| 1888  | 518              | 0             | 9                |
| 1889  | 554              | 2             | 4                |
| 1890  | 900              | 4             | 5                |
| 1891  | 1 065            | 0             | 10               |
| 1892  | 1 060            | 5             | 9                |
| 1893  | 875              | 3             | 9                |
| 1894  | 990              | 3             | 8                |
| 1895  | 983              | 0             | 6                |
| 1896  | 1 026            | 0             | 10               |
| 1897  | 911              | 2             | 8                |
| 1898  | 914              | 2             | 9                |
| 1899  | 951              | 1             | 8                |
| 1900  | 1 010            | 2             | 6                |
| 1901  | 1 000            | 2             | 7                |
| 1902  | 1 059            | 0             | 6                |
| 1903  | 1 155            | 2             | 7                |
| 1904  | 1 158            | 1             | 6                |

Le 30/31 août 1944 : Le seul coup de grisou du Roton Saint-Catherine à Farciennes tue quatre personnes : un ingénieur et son épouse (qui se cachaient, par peur de représailles des Allemands) ainsi que le porion et un ouvrier.

## Division de Roton-Farciennes

### Siège des Aulniats
Le siège des Aulniats comprend : 
- un puits d’extraction[6] circulaire de 3,50 m de diamètre ;
- un puits d’aérage de 2,50 m de diamètre à 29 mètres de distance du précédent.

### Siège de Sainte-Catherine
Il comporte :
- un puits d’extraction circulaire de 3,50 m de diamètre ;
- un puits d’aérage de 2,25 m de diamètre.